# 旧营白族彝族苗族乡
旧营白族彝族苗族乡是中华人民共和国贵州省六盤水市盘州市下辖的一个民族乡。

## 行政区划
旧营白族彝族苗族乡下辖以下村级行政区划单位：
上啷村、茶厅村、杨松村、海马珠村、旧营村、红花村、坪田村、罗家田村、八道河村、新寨村和水口村。